# Scaphopetalum paxii
Espèce
Scaphopetalum paxii est une espèce d'arbustes de la famille des Malvaceae et du genre Scaphopetalum, endémique du Cameroun.